# Gulfstream G650
Gulfstream G650 — двомоторний реактивний літак бізнес класу, розроблений корпорацією Gulfstream Aerospace Corporation. Програму по створенню Gulfstream G650 було розпочато у 2005 році і відкрито широкій публіці у 2008 році. Gulfstream G650 є найбільшим і найшвидшим бізнес-джетом компанії з максимальною швидкістю 0,925 Маха.
У 2014 Національна асоціація аеронавтики США (NAA) вручила компанії Gulfstream Aerospace престижну премію Robert J. Collier Trophy за розробку G650. Як повідомляє комітет, флагман Gulfstream «зміцнює ділову авіацію за допомогою значних технологічних досягнень в льотно-технічних характеристиках, комфорті салону і безпеки». Існує версія літака зі збільшеною дальністю польоту під назвою G650ER.

## Розробка та серійне виробництво
Gulfstream G650 був офіційно запущений як внутрішній проект компанії у травні 2005 року і публічно представлений 13 березня 2008 року. Під час оголошення публіці, керівники компанії заявили, що нова модель стане найбільшим, найшвидшим і найдорожчим бізнес-джетом компанії, коли він вийде на ринок. 
Крейсерська швидкість G650 0,85-0,90 маха, максимальна швидкість 0,925 маха,  дальність польоту до 7000  морських миль (13000  км ). Літак буде оснащено повністю обладнаною кухнею і баром, також може бути оснащений різними розважальними системами, включаючи супутникові телефони і бездротовий Інтернет. Як двигун буде використовуватись новий Rolls-Royce BR725 потужністю максимальної тяги в 17000 фунтів-сили (75,6  кН ).   Gulfstream заявляє, що з вагою менше 100 тисяч фунтів (45360 кг), він буде мати можливість приземлятись в малих аеропортах і уникати людних аеропортів по всьому світу.
Щоб забезпечити краще використання внутрішнього корисного об'єму, дизайнери Gulfstream відмовились від звичайного круглого в перерізі фюзеляжу на користь овального, який має плоску нижню частину.   Салон має розміри 8 футів 6 дюймів (2,59 м) завширшки і 6 футів 5 дюймів (1,96 м) заввишки. Фюзеляж виконано з металу і композитних матеріалів. По обом бортам салону розміщено шістнадцять овальних вікон розміром (71 см) завширшки.
Стрілоподібність крила більша ніж у попередників (36 градусів). Для прикладу стрілоподібність крила Gulfstream G550 становить 27 градусів. Крило закінчується вінглетом.
Управління літаком буде повністю здійснюватись за допомогою електродистанційної системи керування, без механічного управління між пілотом і льотними поверхнями. Льотні поверхні будуть переміщуватись за допомогою подвійної гідравлічної системи. Більшість авіалайнерів на сьогодні використовують електродистанційну систему управління, проте тільки один наявний на ринку бізнес-джет (Falcon 7X) оснащений відповідним обладнанням.
Дизайн крила був завершений у 2006 році. Моделі літака проходили випробування в аеродинамічній трубі, в цілому 1400 годин випробувань провели до кінця 2008 року. Виготовлений фюзеляж був випробуваний тиском у тому числі надвисоким тиском 18,37 МПа. 
Перший політ прототипу був запланований на другу половину 2009 року. G650 вирулив своїм ходом в перший раз 26 вересня 2009 року.  Церемонія публічного представлення відбулася пізніше — 29 вересня 2009 року. G650 здійснив перший політ 25 листопада 2009.  Спільна сертифікація Федерального авіаційного управління США та Європейським агентством з авіаційної безпеки планується завершити протягом 2011 року. Поставки клієнтам повинні початися в 2012 році.
Льотні випробування на максимальній швидкість роботи  0,925 Маха було оголошений завершеними 4 травня 2010 року.  Gulfstream повідомила 26 серпня 2010 року, що G650 досяг максимальної швидкості 0,995 Маха під час занурення в рамках своєї 1800-часової програми льотних випробувань.  У квітні 2011 року, G650 розбився під час льотних випробувань. Подальші випробування літака проводились на землі аж до 28 травня 2011 року, коли було дозволено повернутися на льотні випробування. NTSB і Гольфстрім продовжує розслідування аварії. 

### G700
У 2019 році повідомила про розробку нової моделі G700. Перший польот запланований на 2020 рік, а перші поставки на 2022 рік.

## Події і нещасні випадки
2 квітня 2011, під час випробувань літак G650 розбився після зльоту з Roswell International Air Center, Нью-Мексико, убивши чотирьох чоловік на борту (двох пілотів і двох тест-інженерів, працівників Gulfstream). Літак проводив злітний тест з одним із двох увімкнених двигунів, імітуючи відмову двигуна. Під час посадки літак ударив правим крилом злітно-посадкову смугу, потім упав на землю і загорівся. Аварія розслідується. ЇЇ причини по сьогодні не були встановлені 

## Технічні характеристики літака

### Gulfstream G650
Основні характеристики
- Екіпаж: 2 людини
- Пасажиромісткість: 11-18 пасажирів
- Вантажопідйомність: 2950 кг
- Довжина: 30,41 м
- Висота: 7,72 м
- Розмах крила: 30,36 м

- Площа крила: 119,2 м²
- Маса порожнього: 24 500 кг
- Максимальна злітна маса: 45 200 кг
- Силова установка: 2 × турбовентиляторні Rolls-Royce Deutschland BR725
- Тяга: 2 × 16100 фунтів (71,6 кН)

Льотні характеристики
- Максимальна швидкість: 982 км/год
- Крейсерська швидкість: 904 км/год для дальніх польотів, 956 км/год для швидких перельотів.
- Практична дальність: 12960 км (при швидкості 904 км/год); 9260 км (при швидкості 956 км/год)